# Ёдарма (деревня)
Ёдарма — упразднённая деревня в Усть-Илимском районе Иркутской области России. На момент упразднения входила в Кеульское муниципальное образование. Исключена из учётных данных в 1998 году

## География
Деревня находилась в 86 км к северу от центра района — города Усть-Илимск, на правом берегу реки Ангара в месте впадения в нее реки Ёдарма, в зоне затопления Богучанского водохранилища.

## История
Деревня была основана в 1750 году. По данным на 1926 год деревня Едорма состояла из 20 хозяйств. В административном отношении входил в состав Катского сельсовета Нижне-Илимского района Тулунского округа Сибирского края.
Постановлением губернатора Иркутской области от 23 июля 1998 года № 494-п участок исключен из учётных данных.

## Население
По данным переписи 1926 года в деревне проживало 146 человек (69 мужчин и 77 женщин), основное население — русские.